# Малаештиј де Жос (Прахова)
Малаештиј де Жос (рум. Mălăeștii de Jos) насеље је у Румунији у округу Прахова у општини Думбравешти. Oпштина се налази на надморској висини од 274 m.

## Становништво
Према подацима из 2002. године у насељу је живело 499 становника, од којих су сви румунске националности.